# Chess Player’s Chronicle
«Чесс плейерс кроникл» (англ. «Chess Player's Chronicle») — английский шахматный журнал, издававшийся в 1841—1862 (с перерывами) в Лондоне. Редактор — Г. Стаунтон (1841—1854). В 1841—1842 двухнедельник, с 1843 — ежемесячник.
«United States Chess Federation» считается первым в мире стабильно выходившим периодическим шахматным изданием. Его предшественник — журнал «Филидориен» («Philidorian») — издавался Дж. Уокером в 1837—1838, и просуществовал всего 6 месяцев.
«Чесс плейерс кроникл» сыграл важную роль в популяризации шахмат в Англии, способствовал формированию традиций английской и мировой шахматной журналистики. Среди русских подписчиков журнала был И. С. Тургенев. В 1854 Стаунтон продал журнал Р. Б. Брайену, который не сумел обеспечить его прежней популярности и закрыл издание (1856).
Впоследствии принимались попытки возобновить издание под тем же (или похожим) названием:
- в 1859 под редакцией И. Колиша, Йозефа Клинга и других: в 1862 издание вновь прекратилось[1].
- The Chess Players' Quarterly Chronicle издавался в Йорке в 1868—1871 годах
- The Chess Players' Chronicle издавался Джоном Уискером и Скипворсом вновь с 1872 по 1875
- В 1876 издавался в Хеленсборо
- Вновь созник в 1877, просуществовал до 1881 года[2].

Ни один из этих журналов не мог сравниться по качеству с тем, чего добился Стонтон, а успех British Chess Magazine, ставшего на рубеже веков лучшим изданием, положил конец Chess Player’s Chronicle в 1902 году.